# Спонтанное излучение
Спонтанное излучение, или спонтанное испускание, — процесс самопроизвольного испускания электромагнитного излучения квантовыми системами (атомами, молекулами) при их переходе из возбуждённого состояния в стабильное.

Спонтанное испускание фотона

## Феноменологическое определение Альберта Эйнштейна
Частота спонтанного электромагнитного излучения {\displaystyle \nu _{ik}} определяется разностью энергий i-го и k-го уровней системы:
{\displaystyle E_{i}-E_{k}=h\nu _{ik}.}
Если населённость уровня с энергией {\displaystyle E_{i}} равна {\displaystyle N_{i}}, то мощность спонтанного излучения равна:
{\displaystyle I=N_{i}\cdot A_{ik}\cdot h\nu _{ik},}
где {\displaystyle A_{ik}} — вероятность перехода с i-го уровня на k-й.
Полная вероятность спонтанного излучения:
{\displaystyle A_{i}=\sum _{k}A_{ik}.}
Сила осцилляторов:
{\displaystyle f_{ik}={\frac {A_{ik}}{A_{i}}}}

## Скорость спонтанной релаксации постоянна?
Феноменологически введённая Эйнштейном скорость спонтанной релаксации долгое время считалась внутренним неотъемлемым свойством атомов (молекул). При термодинамическом равновесии с окружением одним из важнейших признаков этого свойства является его необратимость. Эта особенность обусловлена взаимодействием атома (молекулы) с бесконечным числом мод вакуумного состояния. Изменение числа мод приводит к изменению скорости спонтанной релаксации. Чтобы этого добиться, можно поместить атом в резонатор.
Рассмотрим одноэлектронный атом, у которого два энергетических уровня {\displaystyle e} и {\displaystyle f}, разделенных между собой на величину {\displaystyle E_{e}-E_{f}=\hbar \omega }. Среднее квадратичное амплитуды электрического вакуумного поля {\displaystyle E_{vac}} равно
{\displaystyle [\hbar \omega /{2}\varepsilon _{0}V]^{1/2}}, где {\displaystyle \varepsilon _{0}} — восприимчивость среды, {\displaystyle V} — объём пространства, в котором распространяется излучение. Энергия, которая излучается в одну моду, равна {\displaystyle \Omega _{ef}=D_{ef}E_{vac}/\hbar }, здесь {\displaystyle D_{ef}} — матричный элемент электрического диполя. Эту частоту называют вакуумной Раби частотой.
Вероятность {\displaystyle \Gamma _{0}} излучения фотона, известная как {\displaystyle A} — коэффициент Эйнштейна, равна
{\displaystyle \Gamma =2\pi \Omega _{ef}^{2}{\frac {\rho _{0}(\omega )}{3}}={\frac {\omega ^{3}}{3\pi \hbar c^{3}}}{\frac {|D_{ef}|^{2}}{\epsilon _{0}}}}
здесь {\displaystyle \rho (\omega )} число мод в единичном частотном интервале (плотность мод).
Вероятность найти атом в возбужденном состоянии в момент времени {\displaystyle \tau } после его возбуждения на уровень {\displaystyle e} равна {\displaystyle P(\tau )=exp(-\Gamma _{0}\tau )}.

## Причина спонтанного излучения
Процесс спонтанного излучения невозможно объяснить с позиций первоначальной версии квантовой механики, где имело место квантование уровней энергии атома, но не было квантования электромагнитного поля. Возбуждённые состояния атомов представляют собой точные стационарные решения уравнения Шредингера. Таким образом, атомы должны оставаться неограниченно долго в возбужденном состоянии. Причиной спонтанного излучения является взаимодействие атома с нулевыми колебаниями электромагнитного поля в вакууме. Состояния атома перестают быть стационарными в результате воздействия составляющей нулевых колебаний с частотой, равной частоте испускаемого кванта.